# Dry Rot
Pour plus de détails, voir Fiche technique et Distribution.
Dry Rot est un  film britannique de Maurice Elvey sorti en 1956.

## Synopsis
Trois bookmakers essaient de truquer une course de chevaux en capturant le cheval favori et son jockey.

## Fiche technique
- Réalisation : Maurice Elvey
- Scénario : John Roy Chapman d'après sa propre pièce
- Production : Jack Clayton et John Woolf
- Musique originale : Peter Akister
- Photographie : Arthur Grant
- Montage : Gerry Hambling
- Direction artistique : Norman G. Arnold
- Distribution : Independent Film Distributors
- Pays :  Royaume-Uni
- Langue : anglais

## Distribution
- Ronald Shiner : Alf Tubbe
- Brian Rix : Fred Phipps
- Peggy Mount : Sergent Fire
- Lee Patterson : Danby
- Sid James : Flash Harry
- Joan Sims : Beth
- Heather Sears : Susan
- Michael Shepley : Colonel Wagstaff
- Joan Haythorne : Mme Wagstaff
- Miles Malleson : Yokel
- Christian Duvaleix : Polignac
- John Roy Chapman : Claude
- Joan Benham : Blonde
- Raymond Glendenning : le commentateur
- Fred Griffiths : Bookie
- John Pike : Urchin
- Wilfrid Brambell : le goudronneur
- Shirley Anne Field : non créditée